# پر وستبری
پر وستبریْ با نام کامل پر اریک وستبری (سوئدی: Per Wästberg؛ زادهٔ ۲۰ نوامبر ۱۹۳۳) نویسنده، روزنامه‌نگار و منتقد ادبی اهل سوئد است. او از سال ۱۹۷۶ تا ۱۹۸۲ سردبیر روزنامه داگنزنی‌هتر بود. وی در ۱۷ آوریل ۱۹۹۷ به عضویت آکادمی سوئد انتخاب شد و در۲۰ دسامبر همان سال فعالیتش را آغاز کرد. وستبری جانشین ورنر آسپنستروم شد و کرسی شماره ۱۲ را به دست آورد. وستبری رئیس هیئت چهار نفری اهداکننده جایزه نوبل ادبیات است.

## زندگی‌نامه
وستبری در ۱۹۳۳ در استکهلم متولد شد. وی پسر اریک وستبری و برادر بزرگتر اولی وستبری است. او در سال ۱۹۵۲ برای ادامه تحصیل به آمریکا رفت و لیسانس خود را از دانشگاه هاروارد دریافت کرد و سال بعد نیز پس از بازگشت به سوئد در رشته ادبیات و علوم انسانی در دانشگاه اوپسالا صاحب مدرک لیسانس شد. وستبری از سال ۱۹۹۷ عضو آکادمی سوئد است و کرسی شماره ۱۲ این آکادمی را در دست دارد. او از سال ۱۹۵۳ با روزنامه داگنر نی‌هتر همکاری داشته و سردبیر بزرگترین روزنامه سوئد از ۱۹۷۶–۱۹۸۲ بود. او همچنین نویسنده بخش اخبار روز این روزنامه بود.
وستبری در سال ۱۹۴۹ در سن پانزده سالگی، نویسندگی را با مجموعه داستان‌های کوتاه حباب‌های صابون آغاز کرد و جوان‌ترین نویسنده سوئد تا کنون است. او تغییر قابل توجهی در ادبیات سوئد ایجاد کرد که با به تصویر کشیدن واقعی موضوعات پراضطراب جوانان به خواننده حس زندگی می‌داد.
وستبری به تدریج همکاری با گروهی از نویسندگان در سوئد را که علاقه‌مند به کارهای جهان سوم بودند، نمایندگی کرد. آنها برای دیدگاه جهانی کوشش می‌کردند، کاری که با موفقیت‌های داگ هامرشولد در سازمان ملل متحد و انقلاب تلویزیون همزمان شد. سفر وی با بورسیه به آفریقا در دهه ۱۹۶۰ نقطه عطفی در ادبیات و سیاست در وی شد، پس از آن او در رمان‌ها و به عنوان روزنامه‌نگار دربارهٔ این قاره و فروپاشی استعمار نوشت. او با گزارش‌های خود دربارهٔ آپارتاید (ازجمله در آفریقای جنوبی)، در شکل‌گیری عقاید سوئدی‌ها علیه این نظام نقش داشت. او در این عقیده با همان گروه شکل دهنده‌های افکار مانند یان میردال و سارا لیدمن همراه است.
وستبری و هانس یوران فرانک سازمان عفو بین‌الملل شعبه سوئد را در سال ۱۹۶۴ پایه‌گذاری کردند. وی در سال‌های بعد رئیس انجمن قلم سوئد شد و بین سالهای ۱۹۷۹–۱۹۸۶ رئیس سازمان مادر انجمن جهانی قلم بود.

## آثار
در میان آثار انتقادی او کتاب‌های گزارشی ازجمله منطقه ممنوعه (۱۹۶۰) و در فهرست سیاه (۱۹۶۰) مشخص می‌شوند. او در دهه ۱۹۶۰ همچنین گزیده‌ای با ادبیات آفریقایی، به نام «آفریقا تعریف می‌کند» ، منتشر کرد.
در میان رمان‌های استکهلم وستبری نصف سرزمین پادشاهی(۱۹۵۵) و آنچه که به اصطلاح تریلوژی هوا  نامیده می‌شود :قلعه آب(۱۹۶۸)، هوا (۱۹۶۹)و ماه زمین (۱۹۷۲). در سال ۱۹۸۶–۹۳ رمان‌ها ی چهارگانه در مورد چهره‌ها ی مختلف عشق آمد، با دبیر کابینه یوهان فردریک ویکتور ین به عنوان شخصیت اصلی در استکهلم، کامرون، اروپا، با خانواده اش ویلهلم کنوتسون، صد سال زودتر به عنوان یک سرنوشت موازی برای کشف و استناد و بعلاوه با محیط‌های مختلف دیگر به عنوان تم شاعرانه: سایه آتش (۱۹۸۶)، منبع کوه(۱۹۸۷)، قلب نور (۱۹۹۱)، باد کم (۱۹۹۳).
او با همکاری آنیتا تورل نویسنده و هانس هامماشولد عکاس، جایزه اوت ۲۰۰۱ در رده بهترین کتاب تخصصی برای نردبان حافظه، کتابی برای گورستان‌های سوئد اهدا شد. وستبری در سال ۲۰۰۶ شروع به انتشار خاطرات خود کرد.